# Panava savanensis
Panava savanensis är en tvåvingeart som beskrevs av Guilherme A.M.Lopes 1990. Panava savanensis ingår i släktet Panava och familjen köttflugor.
Artens utbredningsområde är Venezuela. Inga underarter finns listade i Catalogue of Life.